# 艾伦·伍德
艾伦·伍德（英語：Allan Wood，1943年5月16日—2022年10月10日），澳大利亚男子游泳运动员。他曾代表澳大利亚参加1960年和1964年夏季奥林匹克运动会游泳比赛，其中1964年奥运会获得二枚铜牌。